# Крейг Доусон
Крейг Доусон (англ. Craig Dawson; нар. 6 травня 1990, Рочдейл, Англія) — англійський футболіст, захисник клубу «Вулвергемптон».

## Клубна кар'єра
Вихованець футбольної школи клубу «Редкліфф Боро».
У дорослому футболі дебютував 2007 року виступами за «Редкліфф Боро», в якому провів два сезони, взявши участь у 75 матчах чемпіонату.
Своєю грою за останню команду привернув увагу представників тренерського штабу «Рочдейла», до складу якого приєднався в лютому 2009 року, підписавши дворічний контракт. Більшість часу, проведеного у складі «Рочдейла», був основним гравцем захисту команди.
31 серпня 2010 року Доусон уклав контракт з клубом Прем'єр-ліги «Вест-Бромвіч Альбіон», проте залишився на наступни сезон у «Рочдейлі» на правах оренди.
До складу «Вест-Бромвіч Альбіон» приєднався влітку 2011 року.

## Виступи за збірну
2011 року залучався до складу молодіжної збірної Англії. На молодіжному рівні зіграв у 7 офіційних матчах, забив 4 голи.
2012 року захищав кольори олімпійської збірної Великої Британії на Олімпійських іграх 2012 року у Лондоні.

## Титули та досягнення
- Переможець Ліги конференцій УЄФА (1):

«Вест Гем Юнайтед»: 2022–23